# Charifatou Ouédraogo
 (décembre 2024).
Charifatou Ouédraogo, née à Ouahigouya dans la région du nord du Burkina Faso, est une pharmacienne et ancienne championne nationale de karaté. Elle est également connue sous le titre de Yennenga 2022,,,. En outre, elle est la fondatrice de l’association « Les Casqués du Faso ».

## Biographie

### Enfance et études
Charifatou Ouédraogo s'est distinguée très tôt dans le domaine sportif, notamment en arts martiaux. Dès 2008, elle s'inscrit dans un club de karaté et remporte plusieurs compétitions nationales et internationales. Elle est ceinture noire 3e DAN et détient un diplôme d'instructrice fédérale depuis 2012. Côté académique, elle obtient son baccalauréat scientifique (BAC D) en 2014 et poursuit ses études en pharmacie à l’Université Joseph Ki-Zerbo, où elle obtient en 2022 un doctorat d’État en pharmacie.

### Carrière professionnelle
Charifatou Ouédraogo commence sa carrière en tant qu'assistante dans une pharmacie à Manga en novembre 2022. En mai 2023, elle rejoint les laboratoires Phytofla à Banfora comme responsable qualité.

## Engagement associatif
En 2019, Charifatou fonde l’association « Les Casqués du Faso », destinée à la promotion de la sécurité routière. L’un de ses projets phares, « Éducation routière au profit des enfants », vise à réduire les accidents de la route par la sensibilisation des plus jeunes,. En 2022, elle est sélectionnée pour la 20ᵉ cohorte du YALI Dakar, et en 2023, elle représente son pays au premier sommet des alumni au Niger.

## Distinctions
- 2021 : Prix Guimbi du meilleur espoir féminin[11],
- 2022 : Lauréate Yennenga 2022[1],
- 2023 : Femme modèle[6].